# مارشا توماسون
مارشا توماسون (بالإنجليزية: Marsha Thomason)‏ مواليد 19 يناير 1976 في مانشستر الكبرى، إنجلترا، المملكة المتحدة، هي ممثلة بريطانية بدأت مسيرتها الفنية عام 1993.

## الأعمال

### أفلام
- الفارس الأسود

### مسلسلات
- لاس فيغاس (مسلسل) (الدور: نيسا هولت)
- لوست (مسلسل أمريكي)
- 2 بروك جرلس

## روابط خارجية
- مارشا توماسون على موقع IMDb (الإنجليزية)
- مارشا توماسون على موقع روتن توميتوز (الإنجليزية)
- مارشا توماسون على موقع ألو سيني (الفرنسية)
- مارشا توماسون على موقع أول موفي (الإنجليزية)
- مارشا توماسون على موقع قاعدة بيانات الأفلام السويدية (السويدية)
- مارشا توماسون على موقع إن إن دي بي (الإنجليزية)
- مارشا توماسون على موقع قاعدة بيانات الفيلم (الإنجليزية)
- مارشا توماسون على موقع كينوبويسك (الروسية)